# Takenaka Shigekata
Takenaka Shigekata (竹中重固, 1828-1891) est un samouraï japonais de la fin de l'époque d'Edo. Il est une figure importante de la colonisation de Hokkaido. Il est également connu par son titre de cour, Tango no kami (丹後守).

## Biographie
Shigekata Takenaka est né en 1828 dans la ville d'Iwate, dans la province de Mino. Il est le fils de Motoyuki Takenaka, un serviteur des Tokugawa. Motoyuki était un descendant du grand stratège Hanbei Takenaka de la période Sengoku. Après la mort de son père, Shigekata a été adopté par Shigeakira Takenaka, un hatamoto qui était à la tête du clan Takenaka. Bien qu'il fût assez âgé, il est entré dans les rangs des Grands Gardiens (大御番組, Ōbangumi) en 1864. Il est plus tard devenu un magistrat de l'armée et a combattu pendant la rébellion de Mito. Il a également obtenu le poste de wakadoshiyori.
En 1868, Takenaka fit partie de la force dirigée par le bugyōsho de Fushimi, qui fut plus tard vaincu par la récente armée impériale. De retour à Edo dans le cadre de la retraite des Tokugawa, il fut désigné comme le bouc émissaire de la défaite, et fut dépouillé de son grade, de son titre de cour et banni du château d'Edo. Bien qu'il ait été brièvement introduit dans le sacerdoce, il désirait toujours combattre contre l'armée impériale, et a ainsi formé le Junchūtai (純忠隊). Au commencement, il coordonnait sa tactique avec le Shogitai, mais à la suite de la défaite de la bataille d'Ueno, il a mené son unité vers le nord (accompagné de l'ancien rōjū Nagamichi Ogasawara et de ses hommes), s'engageant dans une guérilla s'étalant jusqu'à la province de Mutsu.
Rejoignant la flotte de Takeaki Enomoto à Sendaï, il a voyagé à Hokkaido, où il est devenu juge avocat général dans la nouvelle république d'Ezo. Juste avant la fin de la bataille de Hakodate, il est allé à Tokyo avec un navire à vapeur étranger, sous prétexte de trouver comment combattre l'armée impériale ; cependant, comme il n'avait plus aucune solution, il a suivi le conseil de son père, Shigeakira, et s'est rendu. Comme punition, il a renoncé à ses biens et a été placé sous la surveillance du domaine de Fukuoka ; puis, plus tard, sous celle de son père, qu'il a suivi à Hokkaido, où ils se sont établis. Là, choqué par la situation difficile des anciens samouraïs appauvris, Takenaka a envoyé un mémorandum au nouveau gouvernement pour demander d'augmenter la productivité agricole de Hokkaido. Cet acte parvint en haut lieu, il fut gracié en 1873, rentra à Tokyo et travailla dans le nouveau gouvernement. En 1875 cependant, il a quitté ce poste et a travaillé pour la Compagnie Hoeisha que son jeune frère Motoyori avait mise sur pied, accroissant la productivité de Hokkaido.
Takenaka mort en 1891 à l'âge de 63 ans ; il est enterré au temple de Takanawa-Sengakuji.